# Katolička tiskovna agencija Biskupske konferencije Bosne i Hercegovine
Katolička tiskovna agencija Biskupske konferencije Bosne i Hercegovine (KTA BK BiH) katolička je bosanskohercegovačka novinska agencija.

## Povijest
Utemeljili su je biskupi okupljeni u Biskupskoj konferenciji Bosne i Hercegovine u svrhu prikupljanja i slanja značajnih informacija o životu Katoličke Crkve s područja Bosne i Hercegovine, te pribavljanja informacija o životu Katoličke Crkve u svijetu, kako bi bile stavljene na raspolaganje domaćim i stranim sredstvima javnog priopćavanja. Statut agencije potpisali su u Sarajevu 3. srpnja 1996. godine kardinal Vinko Puljić, nadbiskup i metropolit vrhbosanski, mons. dr. Franjo Komarica, biskup banjalučki, mons. dr. Ratko Perić, biskup mostarsko-duvanjski i apostolski administrator trebinjsko-mrkanski i mons. dr. Pero Sudar, pomoćni biskup vrhbosanski.

## Ustroj i djelovanje
Agencije se u svim novinarskim vrstama bavi etičkim, humanim i onim vidovima događanja i života koji su usko vezani uz ljudska prava i slobode. U ostvarivanju svoje zadaće povezuje se sa sličnim ustanovama u svijetu i uspostavlja veze s elektronskim i tiskanim medijima. Povremeno tiska i raspačava svoje Vijesti s pregledom aktualnih vijesti i dokumenata. Neprofitabilna je ustanova financirana sredstvima Biskupske konferencije BiH, u čijim prostorijama i djeluje.

## Vanjske poveznice
Mrežna mjesta
- Katolička tiskovna agencija Biskupske konferencije BiH, službeno mrežno mjesto